# 9 Dragons
9 Dragons (9Dragons) är ett MMORPG-spel som utspelar sig i Kina från det koreanska företaget Indy21 från 2008.
1. ↑  Steam, 12 september 2003, Steam-ID: 390100, läst: 13 december 2023.[källa från Wikidata]